# Liste der Kulturgüter in Anwil
Die Liste der Kulturgüter in Anwil enthält alle Objekte in der Gemeinde Anwil im Kanton Basel-Landschaft, die gemäss der Haager Konvention zum Schutz von Kulturgut bei bewaffneten Konflikten, dem Bundesgesetz vom 20. Juni 2014 über den Schutz der Kulturgüter bei bewaffneten Konflikten sowie der Verordnung vom 29. Oktober 2014 über den Schutz der Kulturgüter bei bewaffneten Konflikten unter Schutz stehen.
Objekte der Kategorie A sind im Gemeindegebiet nicht ausgewiesen, Objekte der Kategorie B sind vollständig in der Liste enthalten, Objekte der Kategorie C fehlen zurzeit (Stand: 2. März 2025).

## Kulturgüter
| Foto |                                                               | Objekt                             | Kat. | Typ | Standort                       | Beschreibung |
| ---- | ------------------------------------------------------------- | ---------------------------------- | ---- | --- | ------------------------------ | ------------ |
| ja   | Datei hochladen · Wikidata zu Altes Dorfschulhaus (Q29676779) | Altes Dorfschulhaus KGS-Nr.: 12065 | B    | G   | Dorfstrasse 6 637809 / 255741  |              |
| ja   | Datei hochladen · Wikidata zu Dorfbrunnen (Q29676798)         | Dorfbrunnen KGS-Nr.: 12066         | B    | K   | Dorfplatz 637902 / 255641      |              |
| ja   | Datei hochladen · Wikidata zu Wohnhaus (Q29676815)            | Wohnhaus KGS-Nr.: 12067            | B    | G   | Dorfstrasse 50 637776 / 255856 |              |